# Aline Rocha
Aline dos Santos Rocha (sinh ngày 20 tháng 2 năm 1991) là một vận động viên đua xe lăn và trượt tuyết người Brasil. Tại cuộc thi Marathon Berlin năm 2021, cô cán đích ở vị trí thứ ba chung cuộc. Cô cũng đại diện quốc gia của mình tham gia thi đấu tại các kỳ Thế vận hội người khuyết tật, bao gồm kỳ đại hội mùa hè năm 2016, mùa đông năm 2018 và mùa đông năm 2022.

## Đầu đời
Rocha sinh ra và lớn lên ở Paraná, Brasil. Năm 15 tuổi, cô bị chấn thương trong một vụ tai nạn xe hơi, khiến nửa thân dưới bị liệt. Sau khi theo học môn giáo dục thể chất tại Đại học Oeste de Santa Catarina, Rocha kết hôn với Fernando Orso, huấn luyện viên thể thao của cô.

## Sự nghiệp

### Đua xe lăn
Tính đến năm 2017, Rocha đã 4 lần giành chiến thắng trong Hội thi chạy đường trường São Silvestre (Corrida Internacional de São Silvestre). Năm 2015, cô về nhất tại các nội dung 100 mét, 400 mét và 800 mét ở Đại hội thể thao bang São Paulo (Jogos Regionais do Estado de São Paulo). Cuối năm đó, cô lập kỷ lục quốc gia sau khi cán đích ở vị trí thứ ba tại cuộc thi đua xe lăn quốc tế Oita với thời gian là 01:49:37. Tại kỳ Thế vận hội người khuyết tật Mùa hè 2016, Rocha về thứ 9 chung cuộc trong nội dung 1500 mét T54. Ở nội dung marathon T54, cô cán đích ở vị trí thứ 10, bị các đối thủ khác bỏ lại ở sau quãng đường 18 km. Còn trong nội dung 5000 mét T54, Rocha  không vượt qua được vòng loại. Tại cuộc thi Marathon London 2019, Rocha cán đích ở vị trí thứ 10 chung cuộc.
Tại cuộc thi Marathon Berlin năm 2021, Rocha xuất sắc cán đích ở vị trí thứ ba. Tại cuộc thi marathon tổ chức ở London cuối năm đó, cô xếp thứ năm chung cuộc. Chiếc xe lăn của Rocha bị xẹp lốp vài phút trước khi cuộc đua bắt đầu.

### Trượt tuyết
Năm 2017, Rocha tham gia Cúp trượt tuyết băng đồng thế giới tổ chức ở Ukraina. Tại kỳ Thế vận hội Người khuyết tật mùa đông 2018 tổ chức ở Pyeongchang, Hàn Quốc, Rocha vinh dự đại diện cho Brasil tham gia cuộc thi, qua đó trở thành người phụ nữ đầu tiên của quốc gia này tham gia thi đấu tại một kỳ thế vận hội người khuyết tật Mùa đông. Cô cũng được chọn làm người cầm cờ Brasil trong lễ diễu hành khai mạc thế vận hội. Trong kỳ thế vận hội này, cô cán đích thứ 12 trong nội dung trượt ngồi cự ly 5 km, về thứ 15 nội dung trượt ngồi cự ly 12 km và cán đích ở vị trí thứ 22 tại vòng loại nội dung trượt ngồi nước rút cổ điển cự ly 1,5 km  Rocha cũng tham gia hai chặng của nội dung tiếp sức hỗn hợp 4 x 2,5 km. Ở nội dung này, đội tuyển của cô xếp ở vị trí cuối cùng.
Tại kỳ Cúp trượt tuyết người khuyết tật Thế giới 2021 tổ chức ở Kranjska Gora, Slovenia, Rocha tham gia nội dung 5 km và cán đích ở vị trí thứ ba. Tháng 10 cùng năm, cô tham dự Giải vô địch trượt tuyết dành cho người khuyết tật Rollerski. Vào tháng 1 năm 2022, Rocha xếp ở vị trí thứ 4 nội dung trượt ngồi cự ly 15 km tại Giải vô địch thể thao trượt tuyết thế giới năm 2021 ở Na Uy.
Tại kỳ Thế vận hội người khuyết tật Mùa đông 2022 ở Bắc Kinh, Trung Quốc, Rocha tiếp tục đại diện cho Brasil tham dự đại hội. Cô và Cristian Ribera là những người có vinh dự cầm cờ cho quốc gia mình tại lễ diễu hành khai mạc thế vận hội. Cô về đích thứ 7 nội dung trượt ngồi cự ly 15 km và thứ 10 nội dung trượt ngồi cự ly 7,5 km  Ở vòng bán kết nội dung trượt ngồi nước rút cự ly 1,5 km, Rocha cán đích ở vị trí thứ năm, do đó, cô không đủ điều kiện tham gia trận chung kết.